# Klasztor Bernardynów w Mozyrzu

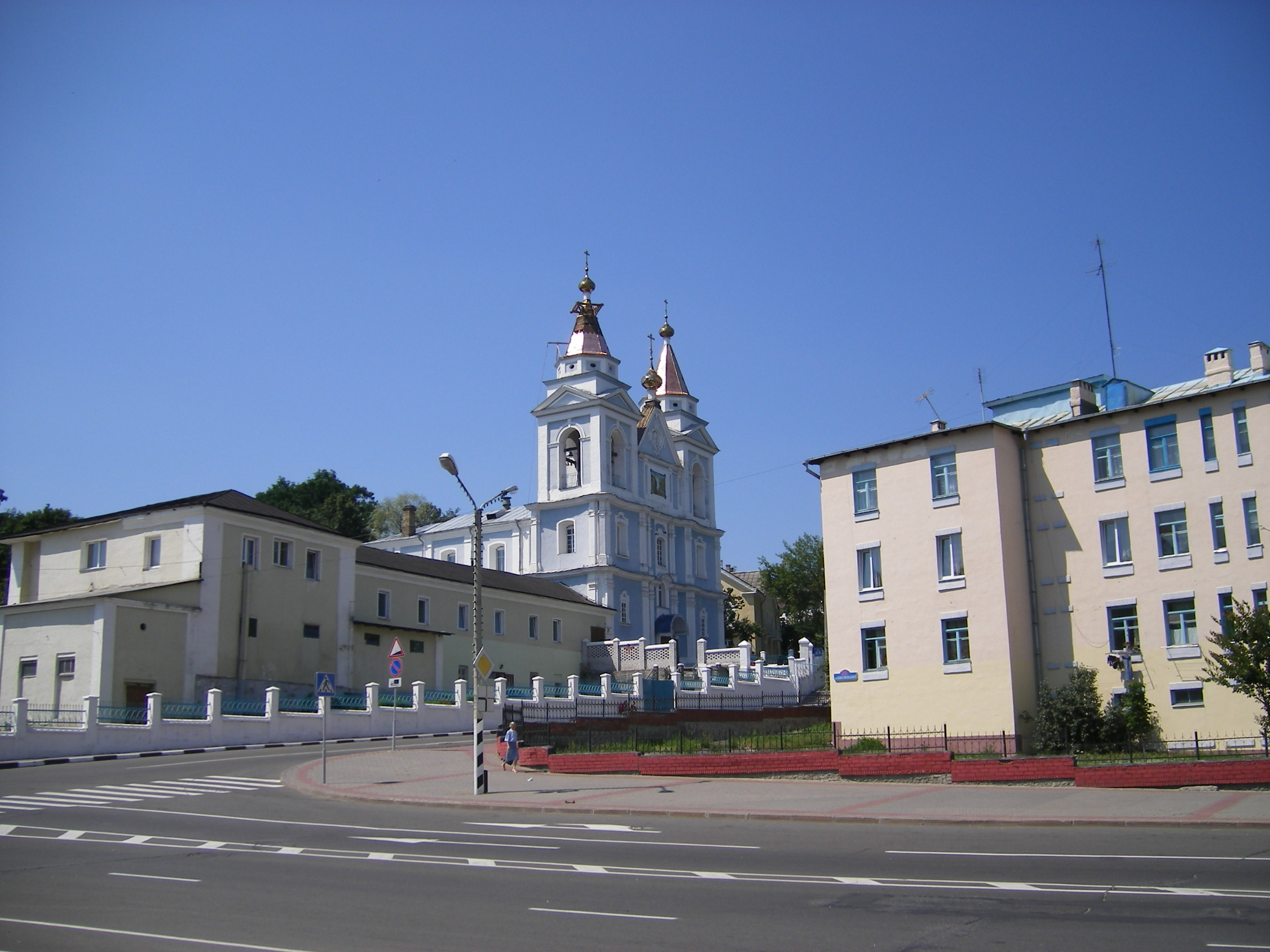
Dawny klasztor bernardynów w Mozyrzu

Klasztor bernardynów w Mozyrzu – zespół budynków wzniesiony w XVII wieku w Mozyrzu z inicjatywy Stefana Łoszki, w drugiej połowie XVIII wieku przebudowany, obecnie w posiadaniu cerkwi prawosławnej.

## Historia
Klasztor bernardynów z kościołem pw. Św. Michała Achanioła ufundowany aktem z 30 sierpnia 1645 roku przez okoliczną szlachtę, ale kosztem głównie marszałkowicza mozyrskiego Michała Łozki. Zespół budynków powstawał w latach 1646–1654. Od 1761 do 1762 trwała budowa obiektu w stylu baroku wileńskiego, którą zainicjował marszałek mozyrski Kazimierz Oskierko. Projektantem był architekt Aleksander Osiukiewicz. W 1832 klasztor bernardyński został zlikwidowany decyzją władz guberni mińskiej, siedem lat później w obiekcie umieszczono szpital.
Stanowiący część zespołu architektonicznego kościół św. Michała przebudowano po powstaniu styczniowym na sobór prawosławny, który od roku 1991 jest centrum eparchii mozyrsko-turowskiej moskiewskiej Cerkwi Prawosławnej.